# Péruwelz
Péruwelz är en kommun i Belgien.   Den ligger i provinsen Hainaut och regionen Vallonien, i den västra delen av landet, 70 km sydväst om huvudstaden Bryssel. Antalet invånare är 17 094.
I omgivningarna runt Péruwelz växer i huvudsak blandskog. Runt Péruwelz är det tätbefolkat, med 286 invånare per kvadratkilometer.